# Enmendurana
Enmendurana ou Emeduranqui (Emmeduranki) de Sipar era um antigo rei sumério, cujo nome aparece na lista de reis sumérios como o sétimo rei pré-dinástico da Suméria (antes de 2900 a.C.). Dizia-se que ele reinou por 43.200 anos. Seu nome significa "chefe dos poderes de Dur-an-ki", enquanto "Dur-an-ki", por sua vez, significa "o local de encontro do céu e da terra" (literalmente "vínculo de cima e de baixo").
A cidade de Enmendurana, Sipar, foi associada à adoração ao deus-sol Utu, mais tarde conhecido como Samas na língua semítica. A literatura suméria e a babilônica atribuíram a fundação de Sipar a Utu.

## Mito
Um mito escrito em uma língua semítica fala de Enmendurana, sendo posteriormente levado ao céu pelos deuses Samas e Adade, e ensinou os segredos do céu e da terra. Em particular, Enmendurana aprendeu artes de adivinhação, como inspecionar o óleo na água e discernir mensagens no fígado de animais e vários outros segredos divinos.
Por vezes, ele está vinculado ao patriarca bíblico Enoque, devido às seguintes associações entre Enoque nas genealogias de Gênesis e Enmendurana na Lista de Reis Sumérios: ambas as pessoas são o sétimo nome em uma lista de patriarcas diluvianos com vida útil longa. Enmendurana está associado a Sipar (que foi associado à adoração ao sol), enquanto a vida útil de Enoque é de 365 anos, que é igual ao número de dias em um ano solar (365 dias).